# Kakari (ö)
Kakari är en ö i Finland. Den ligger i sjön Päijänne och i kommunerna Luhango och Jämsä och landskapet Mellersta Finland, i den södra delen av landet, 180 km norr om huvudstaden Helsingfors. Öns area är 2,1 hektar och dess största längd är 220 meter i öst-västlig riktning.